# Британское нормативное произношение
Британское нормативное произношение (англ. Received Pronunciation, сокр. RP, букв. «(обще)принятое произношение», в русскоязычных источниках — нормативное произношение) — стандартный произносительный вариант стандартного английского в Англии, который отличается от региональных акцентов Англии так же, как стандарты европейских языков отличаются от своих региональных аналогов. В «Кратком Оксфордском словаре английского языка» (Concise Oxford English Dictionary) RP определяется как «стандартный акцент английского языка южной Англии», несмотря на то, что его можно услышать на всей территории Англии и Уэльса. По данным Питера Традгила, на RP в Великобритании говорят 3 % населения (1974).
Несмотря на отсутствие каких-либо черт, возвышающих RP над другими акцентами английского языка, определённые социолингвистические факторы позволили RP обрести высокий статус во многих частях Великобритании. С начала до середины XX века с таким акцентом говорили люди, обладающие властью, деньгами и влиянием в обществе. В последнее время носители этого акцента критикуются как символ обладания незаслуженными материальными благами. С начала 1960-х всем носителям региональных акцентов в Англии начинают давать большую свободу для их использования в образовательных учреждениях и СМИ; в некоторых случаях выраженный RP даже воспринимается негативно.
Очень важно не путать RP, как стандартный акцент, со стандартными вариантами английского языка в Англии, которые называют «Стандартный английский», «Королевский английский», «Оксфордский английский» или иногда «Английский BBC». Received Pronunciation, как следует из его названия, затрагивает только произношение говорящего, тогда как вышеназванные стандарты ограничивают грамматику, словарный запас и стилистику.

## История
Считается, что термин «Received Pronunciation» ввёл британский фонетист Дэниел Джонс. В первом издании своего Орфоэпического словаря английского языка (English Pronunciation Dictionary? 1917) он назвал этот акцент «акцентом частных школ». Однако уже во втором издании в 1926 году он писал «В дальнейшем я буду называть его [акцент] Received Pronunciation (сокр. RP), поскольку для него требуется более точное название». На самом деле этот термин уже использовался до него такими авторами, как Александер Эллис (в 1869 году), и Питер Дю Понсо (в 1818). Термин также имел в виду Генри Уайлд, назвав его в 1927 году «принятый стандартный».) Согласно Современному словарю английского языка Фоулера (Fowler’s Modern English Usage, 1965), правильным термин может считаться только при наличии определённого артикля — «the Received Pronunciation». Слово received (принятый) в данной конструкции будет иметь то же значение, что и в русском языке — «принимаемый, предпочитаемый», а не стандартное английское «полученный». Примером подобного использования значения слова received в английском языке может стать известное выражение «received wisdom» — «принятая мудрость».
RP иногда называют «Оксфордский английский» по причине того, что данный акцент является традиционным для речи студентов и преподавателей Оксфордского университета. То, что Оксфордский университет имеет большой опыт в подготовке и издательстве словарей, обеспечило Оксфорду некоторую репутацию в делах, касающихся английского языка. Расширенные издания Оксфордского словаря английского языка всегда дают транскрипции каждому слову только согласно Received Pronunciation.
RP — это акцент (форма произношения) и стиль речи, в отличие от диалекта, который предполагает собственный словарный запас, грамматику и произношение. По диалекту можно многое сказать о социальном и образовательном окружении человека. Любой употребляющий RP будет говорить на стандартном английском, но обратная ситуация не всегда возможна (например, можно говорить грамматически и стилистически чисто, но с региональным акцентом, к примеру, йоркширским или шотландским; но на деле мало кто станет использовать RP, чтобы говорить на шотландском или йоркширском диалекте).
Принято думать, что RP основан на южноанглийских акцентах, но в действительности он произошёл из ист-мидлендских акцентов во времена ранненовоанглийского языка. Ист-Мидлендс являлся самой густонаселённой и процветающей частью Англии на протяжении XIV и XV веков. Стандартный английский, в свою очередь, образовался в Лондоне в конце XV века. Именно тогда смесь разных говоров Лондона с элементами акцентов Ист-Мидлендса, Мидлсекса и Эссекса стала известна как «Received Pronunciation».

### Альтернативные названия
Некоторые лингвисты используют термин RP, сомневаясь в его уместности. Изданный в Кембридже Орфоэпический словарь английского языка (для изучающих английский язык как иностранный) употребляет термин «произношение BBC», сославшись на то, что название «Received Pronunciation» «архаично», и что ведущие новостей на BBC больше не несут атрибуты высшего социального класса в своей речи и не пытаются передать их своим слушателям. Наименование «произношение BBC» использовалось и другими писателями. Фонетист Джек Виндзор Льюис не раз критиковал название «Received Pronunciation» в своём блоге: он отзывался о нём как о «возмутительном», «смехотворно устаревшем, ограниченном и неоднозначном» термине. Он также заявил, что американские исследователи считают, что данный термин «довольно любопытен». Сам он в своей публикации Краткого орфоэпического словаря британского и американского английского языка (A Concise Pronouncing Dictionary of American and British English) в 1970 году пользовался понятием «Общий британский английский» (англ. General British English), подражая уже существовавшему «Общему американскому английскому» (англ. General American English). В последующих изданиях терминология не менялась. В работах Беверли Коллинза и Инджера Смита вместо RP встречается термин «нерегиональное произношение». RP же они используют для обозначения «говора представителей высшего класса двадцатого века».
Издание Handbook of the International Phonetic Association пользуется термином «стандартный южный британский английский». На четвёртой странице книги даётся следующее определение:

Стандартный южный британский английский (под «стандартным» понимается совсем не ценность или «правильность») — это современный эквивалент того, что раньше называлось «Received Pronunciation» («RP»). Он является акцентом юго-востока Англии, где используется в качестве престижной языковой нормы, причём не только там, но (в разной степени) и на всей территории Британских островов, а также и в других местах.
Оригинальный текст (англ.)Standard Southern British (where 'Standard' should not be taken as implying a value judgment of 'correctness') is the modern equivalent of what has been called 'Received Pronunciation' ('RP'). It is an accent of the south east of England which operates as a prestige norm there and (to varying degrees) in other parts of the British Isles and beyond.

## Употребление
Поскольку дать точное определение RP довольно проблематично, многие писатели отталкивались от отличий RP от других существующих подвидов акцентов. Гимсон в 1980 году предложил разделить RP на «консервативный» (Conservative), «общий» (General) и «продвинутый» (Advanced) RP. Консервативный RP предполагает традиционный акцент старейшей части населения; общий RP нейтрален и не связан с конкретным возрастом, родом занятий или образом жизни говорящего; а продвинутый RP используется в основном молодым поколением.  Поздние издания (2008 года, например) используют термины «общий», «переработанный» и «региональный» RP (General, Refined, Regional). Уэллс (1982) вводит понятия «mainstream RP» и «U-RP», предлагая объединить гимсоновские «продвинутый» и «консервативный» RP под одно понятие «U-RP» (универсальный RP). Однако Уэллс отметил, что в случае с U-RP «сложно отличить реальный язык от сложившегося стереотипа».
Современный RP часто преподают в качестве стандарта произношения британского английского языка тем, кто изучает его как иностранный. Британцы иногда изменяют своё произношение, чтобы оно звучало ближе к RP, для того, чтобы их поняли люди, незнакомые с разнообразием акцентов в Англии. Они также могут изменять свою грамматику и словарный запас, приводя её в соответствие со стандартным английским, по тем же самым причинам. В большинстве книг по фонологии и фонетике, а также словарях, издаваемых на территории Великобритании, RP преподносится как стандарт английского произношения.

### В словарях
Британский фонетик Дэниел Джонс собрал RP-транскрипции самых употребимых английских слов в своём Орфоэпическом словаре английского языка (English Pronunciation Dictionary). Его публикует издательство Cambridge University Press под редакцией Питера Роуча (Peter Roach). Широко используются ещё два словаря: Longman Pronunciation Dictionary, составитель Джон Уэллс, и Oxford Dictionary of Pronunciation for Current English, составитель Клайв Аптон.

## Статус
Традиционно, Received Pronunciation был «обычным говором в южноанглийских семьях, мужчины в которых обучались в лучших государственных школах-интернатах». RP не давал никакой информации о происхождении говорящего.
Так писал A. Берелл в книге  A Handbook for Teachers in Public Elementary School в 1891 году:

Образованным людям необходимо говорить так, чтобы никому не было понятно, где прошло их детство.
Оригинальный текст (англ.)It is the business of educated people to speak so that no-one may be able to tell in what county their childhood was passed.

В XIX веке в Великобритании всё ещё оставались премьер-министры, которые говорили с региональными акцентами, например, Уильям Гладстон. Но уже начиная с семидесятых годов XX века, отношение людей к RP постепенно меняется. Во время Второй Мировой войны диктором на BBC работал Уилфред Пиклз, родившийся в Йоркшире и говоривший с характерным акцентом. Это позволяло слушателям отличить радиопередачи BBC от немецкой пропаганды того времени. Подобный случай является ранним примером намеренного использования в СМИ акцентов, отличных от RP, однако известно, что при чтении новостных сводок Пиклз всё равно по привычке старался изменять свою речь в сторону RP.
Мнения людей относительно RP в настоящее время всё чаще расходятся. RP больше считается региональным акцентом юго-востока Англии, чем неким общебританским стандартом. Опрос в 2007 году показал, что жители Шотландии и Северной Ирландии в большинстве своём не любят RP. RP также избегается многими политиками левых взглядов, которые гордятся обладанием акцентов рабочего класса. В том же 2007 году британская рок-группа Chumbawamba записала песню «R.I.P. RP».

## Фонетика и фонология

### Согласные
|               | Губно-губные | Губно-губные | Губно-зубные | Губно-зубные | Зубные | Зубные | Альвеолярные | Альвеолярные | Постальвеолярные | Постальвеолярные | Палатальные | Палатальные | Велярные | Велярные | Глоттальные | Глоттальные |
| ------------- | ------------ | ------------ | ------------ | ------------ | ------ | ------ | ------------ | ------------ | ---------------- | ---------------- | ----------- | ----------- | -------- | -------- | ----------- | ----------- |
| Носовые       |              | m            |              |              |        |        |              | n            |                  |                  |             |             |          | ŋ        |             |             |
| Взрывные      | p            | b            |              |              |        |        | t            | d            |                  |                  |             |             | k        | ɡ        |             |             |
| Аффрикаты     |              |              |              |              |        |        |              |              | tʃ               | dʒ               |             |             |          |          |             |             |
| Фрикативные   |              |              | f            | v            | θ      | ð      | s            | z            | ʃ                | ʒ                |             |             |          |          | h           |             |
| Аппроксиманты |              |              |              |              |        |        |              |              |                  | r                |             | j           |          | w        |             |             |
| Боковые       |              |              |              |              |        |        |              | l            |                  |                  |             |             |          |          |             |             |

Носовые и плавные согласные (/m/, /n/, /ŋ/, /r/, /l/) могут быть слоговыми в безударных слогах.
Взрывные согласные (/p/, /t/, /k/, /tʃ/) произносятся с придыханием в начале слога перед ударными гласными. (Например, /p/ в «impasse» произносится с придыханием, со вторичным ударением на -passe, а в слове «compass» — без придыхания, поскольку здесь на -pass нет ударения). Придыхания не происходит, если перед согласным в том же слоге стоит /s/, как в «spot» или «stop». Когда за согласным следует сонорный звук /l/, /r/, /w/, или /j/, придыхание выражается частичным оглушением сонорного. /r/ фрикативен при оглушении.
Окончания слогов /p/, /t/, /tʃ/, и /k/ либо предваряются гортанной смычкой, либо, в случае /t/, полностью замещаются ей, особенно перед слоговым носовым согласным (bitten [ˈbɪʔn̩]). Гортанная смычка может звучать в виде скрипучего голоса, поэтому альтернативной транскрипцией слову attempt [əˈtʰemʔt] может послужить [əˈtʰemm̰t].
Как и в других разновидностях английского языка, звонкие взрывные согласные (/b/, /d/, /ɡ/, /dʒ/) оглушаются частично или полностью на границах слов или при примыкании к глухим согласным. Звонкость звуков определяется рядом внешних условий, что приводит к тому, что два согласных звука можно точно проверить на звонкость даже при наличии в слове оглушающих или озвончающих согласных. Условия таковы:
1. Придыхание глухих согласных в начале слогов.
2. Глоттализация глухих согласных в конце слогов.
3. Удлинение гласных перед звонкими согласными.

В результате, некоторые авторы предпочитают использовать термины «сильные» и «слабые» согласные (fortis и lenis) вместо «глухих» и «звонких». Однако последние являются традиционными и используются гораздо чаще.
Звонкий зубной фрикатив (/ð/) чаще произносится как глухой зубной взрывной, а сочетание /nð/ часто звучит как [n̪n̪] (длинный носовой согласный). Фонема /l/ содержит веляризированный аллофон ([l̴]), что отражается на рифме слога. /h/ превращается в звонкий /ɦ/, находясь между звонкими звуками.

### Гласные
|         | Передние | Передние | Средние | Средние | Задние              | Задние |
| длинные | краткие  | длинные  | краткие | длинные | краткие             |        |
| ------- | -------- | -------- | ------- | ------- | ------------------- | ------ |
| Верхние | iː       | ɪ        |         |         | uː                  | ʊ      |
| Средние |          | e*       | ɜː      | ə       | ɔː (слушатьо файле) |        |
| Нижние  |          | æ        |         | ʌ       | ɑː                  | ɒ      |

↑ В большинстве словарей указывается как /e/, на самом деле верный вариант — [ɛ~e̞].
Примеры кратких гласных: /ɪ/ в kit, mirror и rabbit, /ʊ/ в put, /e/ в dress и merry, /ʌ/ в strut и curry, /æ/ в trap и marry, /ɒ/ в lot и orange, /ə/ в ago и sofa.
Примеры длинных гласных: /iː/ в fleece, /uː/ в goose, /ɜː/ в nurse и furry, /ɔː/ в north, force и thought, /ɑː/ в father, bath и start.
Длинные гласные в RP немного дифтонгизированы. Особенно гласные верхнего подъёма /i:/ и /u:/, которые в фонетической литературе часто транскрибируются как [ɪi] и [ʊu].
Длинные и краткие гласные связаны друг с другом. В результате фонологических процессов, затрагивающих длину гласных, краткие гласные в одних словах могут быть длиннее длинных гласных в других. Например, длинный гласный звук /i:/ в слове «reach» /riːtʃ/ (которое заканчивается на глухой согласный) произносится короче, чем краткий гласный /ɪ/ в слове «ridge» /rɪdʒ/ (которое заканчивается на звонкий согласный). Уиик, как его цитировал Гимсон, обозначил длительность английских гласных примерно в 17,2 сантисекунд для кратких гласных перед звонкими согласными и 16,5 сантисекунд для длинных гласных перед глухими согласными.
Таким образом, краткий гласный /æ/ удлиняется, если за ним следует звонкий согласный — bat произносится как [bæʔt] и bad как [bæːd]. В живом общении взрывные /t/ и /d/ могут и не смыкаться в конце слов, а звонкие согласные могут частично или полностью оглушаться (как в [b̥æːd̥]). Поэтому разница между произношением этих слов будет заключаться как в длине гласной, так и в наличии или отсутствии гортанной смычки.
Вдобавок к различиям в длине, безударные гласные короче и ближе к середине, чем ударные. В безударных слогах, находящихся перед гласными, а также в последних слогах различия между длинными и краткими гласными исчезают и возникают звуки [i] и [u] (к примеру, в happy [ˈhæpi], throughout [θɹuˈaʊʔt]). Данная «нейтрализация» длины гласных очень распространена в английских диалектах, в отличие от совмещения [i] и [ɪ], которое встречается только в американском и шотландском английском.
| Дифтонг               | Пример  | Пример  | Перевод  |
| Верхние               | Верхние | Верхние | Верхние  |
| --------------------- | ------- | ------- | -------- |
| /eɪ/ (слушатьо файле) | /beɪ/   | bay     | залив    |
| /aɪ/ (слушатьо файле) | /baɪ/   | buy     | покупать |
| /ɔɪ/ (слушатьо файле) | /bɔɪ/   | boy     | мальчик  |
| /əʊ/ (слушатьо файле) | /bəʊ/   | beau    | кавалер  |
| /aʊ/                  | /baʊ/   | bough   | сук      |
| Средние               |         |         |          |
| /ɪə/                  | /bɪə/   | beer    | пиво     |
| /eə/                  | /beə/   | bear    | медведь  |
| /ʊə/                  | /bʊə/   | boor    | грубиян  |
| (устар. /ɔə/)         | /bɔə/   | boar    | кабан    |

Дифтонги среднего подъёма в RP постепенно выходят из употребления. Гласный /ɔə/ (как в «door», «boar») к концу Второй Мировой войны совместился с /ɔː/, та же участь не так давно постигла /ʊə/ (в «poor», «tour»), несмотря на то, что консервативные носители RP продолжают говорить по-старому (даже в Оксфордском словаре английского языка используется старое произношение /ʊə/). Оставшиеся два средних глайда /ɪə/ /eə/ в настоящее время все чаще произносятся как длинные монофтонги [ɪː] [ɛː] (без слияния ни с одним существующим гласным).
В RP также присутствуют трифтонги: /aɪə/ как в ire, /aʊə/ как в hour, /əʊə/ как в lower, /eɪə/ как в layer и /ɔɪə/ как в loyal. В разных ситуациях они выражаются по-разному: в размеренной, спокойной речи они произносятся как двухсложные трифтонги с тремя различными гласными подряд, или как односложный трифтонг. В более неформальном общении центральный гласный звук может редуцироваться, вплоть до полного исчезновения (эффект, известный как «сглаживание»). В особых случаях трифтонг может редуцироваться до монофтонга, однако в RP подобное — большая редкость, а в трифтонге /ɔɪə/ и вовсе не встречается. При подобной редукции разница между /aʊə/, /aɪə/, и /ɑː/ пропадает, поскольку каждый из них звучит как [ɑː] или [äː].
| Как два слога | Трифтонг | Потеря центрального звука | Упрощается в |
| ------------- | -------- | ------------------------- | ------------ |
| [aɪ.ə]        | [aɪə]    | [aːə]                     | [aː]         |
| [ɑʊ.ə]        | [ɑʊə]    | [ɑːə]                     | [ɑː]         |
| [əʊ.ə]        | [əʊə]    | [əːə]                     | [ɜː]         |
| [eɪ.ə]        | [eɪə]    | [ɛːə]                     | [ɛː]         |
| [ɔɪ.ə]        | [ɔɪə]    | [ɔːə]                     | -            |

Не все источники пользуются одинаковыми транскрипциями. А именно:
- /æ/ как в trap также обозначается как /a/[59].
- /e/ как в dress также обозначается как /ɛ/[59][60].
- /ʌ/ как в cup также обозначается как /ɐ/[59].
- /ʊ/ как в foot также обозначается как /ɵ/[59].
- /ɜː/ как в nurse также обозначается как /əː/[59].
- /aɪ/ как в price также обозначается как /ʌɪ/[59].
- /aʊ/ как в mouse также обозначается как /ɑʊ/[59].
- /eə/ как в square также обозначается как /ɛə/, а иногда и как длинный монофтонг /ɛː/[59].
- /eɪ/ как в face также обозначается как /ɛɪ/[59].
- /ɪə/ как в near также обозначается как /ɪː/[59].
- /əʊ/ перед /l/ в закрытом слоге как в goal также обозначается как /ɔʊ/[59].
- /uː/ как в goose также обозначается как /ʉː/[59].

Большая часть этих вариантов используются в системе транскрипции, разработанной Клайвом Аптоном для Краткого оксфордского словаря английского языка (Shorter Oxford English Dictionary, 1993). Данная система и сейчас используется во многих словарях, издаваемых издательством Oxford University Press.
Лингвист и режиссёр Джефф Линдси заявил, что система транскрипций, применяемая в RP, безнадежно устарела, и предложил найти ей замену.

#### Гласный вBATH
Существуют разные взгляды на принадлежность звука /æ/ в слове BATH к нормам RP. Однако произношение с /ɑː/ неизменно принимается за RP в любом случае. Орфоэпический словарь английского языка (English Pronouncing Dictionary) не признаёт звука /æ/ в BATH и его синонимах, а Longman Pronunciation Dictionary помечает подобное произношение значком § как нетрадиционное. Джон Уэллс в записи своего блога от 16 марта 2012 года написал, что он, когда рос в семье на севере Англии, произносил именно /ɑː/ в «bath» и «glass», и что он считает /ɑː/ единственно возможной в данном случае фонемой для RP. Другие же считают, что распространенность /æ/ в северной Англии слишком значительна, чтобы исключить его из норм RP. По мнению Клайва Аптона, /æ/ в данных словах находится в пределах правил RP, а взгляды тех, кто с ним не согласен, он назвал «юго-центричными». Составленный Аптоном Oxford Dictionary of Pronunciation for Current English даёт оба варианта произношения. Опрос А. Ф. Гупты среди учеников средних классов показал, что произношение с /æ/ было характерно почти для всех, кто родился на территории близ границы севера и юга Англии. Он писал: «Под заявлениями Уэллса и Магглстоуна (Mugglestone) касательно социолингвистической принадлежности данного явления к северу Англии нет никаких оснований. Данное явление социолингвистически сложилось на границе [севера и юга]». В исследовании говора западного Йоркшира К. М. Петит обозначил, что «количество использующих /ɑː/ слишком низко, чтобы связывать это с известными факторами». Он нашел всего двух человек, постоянно использовавших /ɑː/ (оба в прошлом посещали южные школы-интернаты).
Джек Льюис отметил, что позиция составителей Оксфордского словаря английского языка по этому вопросу менялась несколько раз. В транскрипциях словаря BBC Pronouncing Dictionary of British Names можно увидеть только /ɑː/, однако его автор, Грэхэм Пойнтон, в своем блоге в Интернете выразил мнение, что оба варианта правильны при произношении названий мест и населенных пунктов.
Некоторые исследователи пришли к выводу, что многие жители северной Англии испытывают неприязнь к употреблению гласного /ɑː/ в данных словах. А. Ф. Гупта писал: "Многие северяне отрицали /ɡrɑːs/, описывая его как нечто «комичное», «снобистское», «помпезное» и даже «дурацкое». Проведя то же самое исследование, другой ученый К. М. Петит рассказал, что одни респонденты «дружелюбно заявили, что не предпочитают длинную гласную на этом месте», другие «ненавидели» подобное произношение, а третьи «даже думали, что это неправильно». Марк Ньюбрук назвал это явление «осознанным неприятием» (англ. conscious rejection), а всю эту ситуацию с этими гласными звуками окрестил «главным примером осознанного неприятия в RP» в результатах своего исследования речи жителей Вест-Вирелла.

### Исторические изменения
Как и любой другой акцент, RP заметно менялся со временем. Например, в звукозаписях и фильмах первой половины XX века люди-носители RP произносят вместо звука /æ/, как в слове «land», звук [ɛ], так что land тогда звучало как современное lend. Хотя RP и называют Королевским английским (англ. Queen's English), даже сама королева Елизавета II в конце жизни говорила совсем не так, как 50 лет до этого, больше не произнося [ɛ] в таких словах, как land.
Основные изменения, произошедшие в RP в течение XX века, таковы:
- Такие слова, как cloth, gone, off, often раньше произносились с /ɔː/ (как в американском английском), а не с /ɒ/, так что often и orphan звучали почти идентично. Например, английская королева Елизавета II говорила по-старому[74], но на BBC такое можно услышать все реже и реже. Сравнение формант звуков /iː æ ɑː ɔː ʊ uː/ в речи старых (тёмно-синий) и молодых (голубой) носителей RP. По де Йонг (2007, стр. 1814)
- Между парами слов вроде hoarse и horse раньше была разница в произношении за счёт добавления дифтонга /ɔə/, к примеру, в hoarse, force, и pour[75]
- Буква y на конце слов теперь обозначается как /i/ — символом, объединяющем традиционную фонему /ɪ/ и более современную /iː/. Последняя была некоторое время более характерной для южной Англии[76].
- До Второй Мировой войны гласный звук в cup был задним кардинальным гласным [ʌ], но затем сместился в середину и превратился в [ɐ]. Современное обозначение [ʌ] используется до сих пор в силу уже сложившейся традиции[77].
- В 1960-х годах в транскрипциях гласной в словах со звуком «GOAT» начали использовать /əʊ/ вместо /oʊ/ Дэниела Джонса, что повествует об изменении произношения с начала века[78].
- У некоторых гласный /ɒ/ сместился ближе к [ɔ][79], у других гласные /ʊ/ и /uː/ прошли передизацию, и звук /æ/ стал ниже[80].

Изменения, затронувшие RP, можно заметить на телеканале BBC. RP, на котором говорили в пятидесятые годы XX века, и RP, на котором говорят сейчас, значительно отличаются, что особенно заметно в передачах, пародирующих манеру речи пятидесятых годов.

### Отличия от других вариантов английского языка
- Как и в большинстве южноанглийских акцентов, пары слов вроде put/putt произносятся по-разному[81].
- RP — неротичный акцент, поэтому /r/ не произносится, если за ним не следует гласный звук. Такие пары слов, как father/farther, pawn/porn, caught/court и formally/formerly являются омофонами[82].
- В RP не различаются звуки, выражающиеся буквой w и диаграфом wh, слова типа whine/wine в речи носителей RP не различаются (кроме речи тех, кто проходил специальные тренинги для улучшения произношения)[83]. Королевская академия драматического искусства в Лондоне до сих пор обучает своих студентов произносить данные фонемы по-разному. Они также различаются в речи жителей большей части Шотландии и Ирландии, северо-восточной Англии и юго-запада США[83].
- В отличие от многих других вариантов английского языка в Великобритании, в словах с первым звуком /h/, как в head и horse, /h/ никогда не опускается[84].
- В отличие от большинства акцентов южного полушария, пары слов вроде Lennon/Lenin звучат по-разному[85].
- В отличие от многих североамериканских акцентов английского языка, в RP гласные в группах слов типа Mary-marry-merry, nearer-mirror, hurry-furry, father-bother или cot-caught отличаются друг от друга в речи[86].
- В RP отсутствует явление, известное как yod-dropping. После /n/, /t/, /d/, /z/ и /θ/ звук /j/ произносится всегда, а после /s/ и /l/ — в большинстве случаев. Таким образом, например, new, tune, dune, resume и enthusiasm произносятся как /njuː/, /tjuːn/, /djuːn/, /rɪˈzjuːm/ и /ɪnˈθjuːziæzm/, а не как /nuː/, /tuːn/, /duːn/, /rɪˈzuːm/ и /ɪnˈθuːziæzm/. Это отличает многие диалекты восточной Англии и Ист-Мидлендса от многих разновидностей американского английского, включая общий американский. В таких словах, как pursuit and evolution RP допускает оба варианта произношения (с и без /j/). Однако, существуют слова, которые утратили /j/ в течение времени: сначала в suit он присутствовал, но сейчас очень редок.
- Флаппированный вариант /t/ /d/ используется редко, хотя нормален для большей части западных графств, Ольстера, большинства североамериканских разновидностей английского, включая общий американский, а также австралийский и диалект Cape Coloured в Южной Африке. В традиционном RP [ɾ] является аллофоном /r/ (только в интервокальной позиции после /θ/ и /ð/, и иногда даже после /b/ и /ɡ/)[87].

## Пример речи
В издании Journal of the International Phonetic Association регулярно публикуются так называемые иллюстрации к международному фонетическому алфавиту (IPA illustrations), позволяющие на примерах показать особенности фонетики того или иного языка или акцента. Подобные иллюстрации традиционно базируются на басне Эзопа о северном ветре и солнце. Ниже приведена аудиозапись из журнала с голосом женщины, родившейся в 1953 году и обучавшейся в Оксфордском университете — пример британского нормативного произношения.
 Для сопровождения также доступны три транскрипции текста — фонематическая, аллофоническая и орфографическая.

## Известные носители
Джон Уэллс, известный британский фонетист, отнёс следующих людей к говорящим на RP:
- Члены британской королевской семьи[89][90]
- Дэвид Кэмерон, бывший премьер-министр Великобритании[91]
- Борис Джонсон, бывший премьер-министр Великобритании[92]
- Роуэн Уильямс, бывший архиепископ Кентерберийский[89]
- Дэвид Аттенборо, телеведущий и натуралист[93]
- Руперт Эверетт, актёр[92]
- Крис Хьюн, бывший министр по делам энергетики и изменения климата Великобритании[94]
- Джастин Уэлби, бывший архиепископ Кентерберийский[89]